# プライド・オブ・アメリカ
プライド・オブ・アメリカ（Pride of America）は、ノルウェージャン・クルーズライン（NCL）が運航しているクルーズ客船。

## 概要
本船は元々AMCV（アメリカン・クラシック・ヴォヤージ）が「プロジェクト・アメリカ」計画として2隻の建造を予定していた客船のうちの1番船で、アメリカのインガルス造船所で建造中だったが、2001年のアメリカ同時多発テロ事件の影響でAMCVが倒産。建造途中だった船体を2002年8月にスタークルーズが傘下のNCL向けに購入し、ドイツへ曳航してロイド・ヴェルフトで建造を続行する事とし、その際合わせて船体延長して、72,000総トン（AMCVの計画時）を80,439総トンに大型化した。しかし2004年1月14日、ロイド・ヴェルフトでの艤装工事中に暴風によって浸水擱座する事故が発生し、当初就航予定の2004年7月から約1年遅れの2005年6月6日にようやく竣工した。
その後、6月17日にニューヨークで行われた命名式にて、アメリカ労働長官のイレーン・チャオによって命名され、7月23日よりハワイクルーズに就航した。運航はNCLのアメリカ国内クルーズ向けブランド、NCLアメリカが行っており、また本船はアメリカ船籍で、同船籍の外航客船としては1958年に竣工した客船以来、47年振りの新造船であった。
本船の客室は全部で1,069室あり、そのうちの835室が海側に面している。